# Programska knjižnica
Programska knjižnica (ili programska biblioteka) je pojam kojim se u programiranju označuje zbirku potprograma, koji nude rješenja tematski povezanim problemima.
Za razliku od računalnog programa nisu jedinice koje se samostalno izvršavaju, nego pomoćni moduli koji su potrebni programima. Izvorni kod knjižnica koje su dio komercijalnih proizvoda ne objavljuje se, jer su uglavnom tajna poduzeća ili programerskih momčadi koja su ih proizvela. Radi zaštite od dekompiliranja, često se koristi prikrivač koda kojim se uklanja simbole debugiranja (promjenjivice (varijable) labele).
U njima se nalaze već prevedene gotove funkcije ili podatci. Zbog toga služe da se ne mora opet pisati operacije koje se vrlo često koristi.
Primjer programske knjižnice je DLL (eng. Dynamic Link Library).